# 988
Évszázadok: 9. század – 10. század – 11. század
Évtizedek: 930-as évek – 940-es évek – 950-es évek – 960-as évek – 970-es évek – 980-as évek – 990-es évek – 1000-es évek – 1010-es évek – 1020-as évek – 1030-as évek
Évek: 983 – 984 – 985 – 986 –  987 – 988 – 989 – 990 – 991 – 992 – 993

## Események
- az év folyamán – I. Vlagyimir kijevi herceg felveszi a bizánci kereszténységet.[1]

## Születések
- I. István horvát király († 1058)

## Halálozások
- március 23. – II. Arnulf flamand gróf
- május 19. – Szent Dunstan angol egyházreformátor, Canterbury érseke (* 909 k.)